# Amplada total a la meitat del màxim

Amplada total a la meitat del màxim

L'amplada total a la meitat del màxim, abreviada FWHM (de l'anglès Full Width at Half Maximum), és un paràmetre de les funcions o corbes que descriu l'amplada dels pics. El seu valor es correspon amb l'amplada d'una funció entre dos punts d'aquesta que tenen una alçada igual a la meitat de l'alçada màxima de la funció.
Matemàticament es poden expressar els valors de la variable independent en els quals l'alçada serà la meitat de l'alçada màxima ({\displaystyle x_{0}}):
{\displaystyle f(x_{0})={\frac {f(x_{max})}{2}}}
Per tant, els valors de l'amplada total a la meitat del màxim per un pic seran:
{\displaystyle {\text{FWHM}}=x_{2}-x_{1}}
On {\displaystyle x_{2}} i {\displaystyle x_{1}} són els valors trobats per {\displaystyle x_{0}} a la dreta i l'esquerra del pic, respectivament.
Un exemple de càlcul de l'amplada total a la meitat del màxim és la funció gaussiana, que es defineix amb l'expressió:
{\displaystyle f(x)=a\exp {\Biggl [}-{\frac {(x-b)^{2}}{2c^{2}}}{\Biggr ]}}
Per tant, aplicant la fórmula per trobar els valors {\displaystyle x_{0}} de la variable independent, tenint en compte que la funció gaussiana assoleix l'alçada màxima quan {\displaystyle x=b}:
{\displaystyle a\exp {\Biggl [}-{\frac {(x_{0}-b)^{2}}{2c^{2}}}{\Biggr ]}={\frac {a}{2}}}
Aplicant identitats logarítmiques es pot expressar:
{\displaystyle {\frac {(x_{0}-b)^{2}}{2c^{2}}}=\ln(2)}
{\displaystyle x_{0}=b\pm c{\sqrt {2\ln(2)}}}
Per tant, l'amplada total a la meitat del màxim serà:
{\displaystyle {\text{FWHM}}=x_{2}-x_{1}=2c{\sqrt {2\ln(2)}}\approx 2.3548c}
L'amplada total a la meitat del màxim també té solució analítica per altres distribucions i funcions comunes com la distribució de Cauchy ({\displaystyle 2\gamma =\Gamma }).